# Objaw Gottrona
Objaw Gottrona (grudki Gottrona, ang. Gottron's sign, Gottron's papules) – objaw chorobowy, występujący w przebiegu zapalenia skórno-mięśniowego; polega na występowaniu zmian rumieniowych lub sinawych, teleangiektazji i nierównomiernych zgrubień skóry nad stawami międzypaliczkowymi. 
W przypadku występowania sinawych grudek z przerostem naskórka, zlokalizowanych na wyprostnej części dłoni, w obrębie stawów międzypaliczkowych i śródręczno-paliczkowych oraz stawów łokciowych i kolanowych, mówi się wówczas o grudkach Gottrona.
Objaw opisał niemiecki dermatolog Heinrich Adolf Gottron (1890–1974).